# Dorothy Clutterbuck
Dorothy Clutterbuck (19 de enero de 1880 - 12 de enero de 1951) fue una mujer acomodada que vivió cerca de Christchurch, Inglaterra. Aunque nunca se identificó a sí misma como bruja, después de su muerte su identidad vino a ser importante dentro de la Wicca, porque según Gerald Gardner, ella fue la mujer quien lo inició en la brujería. Dorothy era la dueña de la casa donde según la creencia la iniciación ocurrió. Dorothy Clutterbuck dejó diarios del periodo de 1942-1943, con la intención de que fuera de consumo público y conteniendo poesía, ilustraciones y folclore.

## Su vida
Clutterbuck nació en la India, era hija de un capitán del ejército. Luego del retiro de su padre, esta se muda con él al Reino Unido donde vivió en el área de Christchurch del "New Forest". Después de la muerte de su padre, Dorothy continuó viviendo sola en la misma casa. A la edad de 55 años contrajo matrimonio con Rupert Fordham, quien tuvo un alto rango en el Ejército de Salvación. Fordham murió en un accidente de auto en mayo de 1939. Aparentemente la señora Fordham era respetable, miembro conservador de la comunidad y fiel partidaria del Partido Conservador y la Iglesia Anglicana, dejando una gran cantidad de dinero al párroco local. Murió dejando una posesión de £60.000, una suma grande en aquel tiempo. Tuvo un escándalo, ya que se alegaba que Rupert Fordham tenía una esposa viva que estaba loca, por lo que su matrimonio con Dorothy era ilegal. Clutterbuck retomó su apellido de soltera.

## Dorothy Clutterbuck y la Brujería
Tras su muerte en 1951, fue identificada por Gerald Gardner como su iniciadora en la brujería en septiembre de 1939. Gardner reclamaba que ella era la cabeza de un coven llamado "New Forest" (Nuevo Bosque) hasta su muerte. Algunos historiadores tales como Jeffrey Russell, opinaban que Dorothy era una invención de Gardner para apoyar sus reclamos de que tales personas todavía existían y para conectar sus creencias con antiguos credos. Refutando estas acusaciones, Doreen Valiente, una de las sacerdotisas más conocidas de Gardner, publicó un esbozo de la vida de Clutterbuck, reportando en su libro "Witchcraft for Tomorrow" en 1982, haber encontrado el certificado de nacimiento, de matrimonio y de defunción de Dorothy Clutterbuck.
Ambos, Ronald Hutton (1999) y más recientemente el doctor Leo Ruickbie (2004)examinaron datos históricos de Dorothy Clutterbuck y concluyeron que es improbale que la señora estuviera envuelta en la religión de la brujería, particularmente debido a su aparente actividad en el cristianismo, aunque esto no es concluyente. Hutton también habla de la presencia de la cruz, símbolo del cristianismo, en la tumba del matrimonio Clutterbuck. Hutton sugiere que Gardner usó a Clutterbuck para distraer la atención de "Dafo", su primera sacerdotisa, usando el nombre de una mujer local conocida, todo como una broma. Finalmente, Hutton recalca que la iniciación de Gardner pudiera coincidir con un periodo de luto en 1939, en el que Clutterbuck suspendió sus actividades sociales.
Phillip Heselton (2000) también investigó a Dorothy Clutterbuck, dando información de la comunidad en que ella vivió y su desenvolvimiento en ésta. En su investigación incluyó muchas indicaciones de que ella estaba muy envuelta en tradiciones espirituales como la teosofía, la Rosacruz y la masonería.

## Los diarios
Dorothy Clutterbuck dejó tres volúmenes de periódicos,los cuales actualmente son como libros habituales, llenos con poemas e ilustraciones diarias con el propósito de ser leídas y vistas por los visitantes. Hutton y Heselton leyeron los diarios, ambos sacaron conclusiones completamente diferentes. Hutton cree que ninguno de los poemas tiene relación con el paganismo o el ocultismo, sin embargo, Heselton está completamente en desacuerdo. Sugiere que Dorothy es una pagana en todo menos en el nombre. Heselton señala que "hay apenas una mención de Jesús y parece como si sus experiencias espirituales más profundas vienen de la naturaleza y, particularmente de su jardín". Un pequeño sentimiento cristiano es expresado, incluso en días de fiesta cristianos. Aquí hay algunas referencias directas pero son característicamente oblicuas:
The Sunday that comes in the time of the May
With its crown of white blossoms for this sacred day
The Essence of this Day - The Spirit of Prayer
Brings to us those loved Spirits who used to be here
Se podría traducir como:
El domingo que viene en la época de mayo
Con su corona de blancas flores para este día sagrado
La Esencia de este Día - El Espíritu de la Oración
Traernos esos amados Espíritus que estaban aquí
(24/05/1942)
"Pleno verano", Heselton dice, " es alabado como 'el día de todos los días más querido'". La Naturaleza y los sentimientos de encantamiento mágico que vienen de esto,son comúnmente temas repetidos, como es el tema de una joven bailando como un hada, a menudo referida como 'la Reina', quien parece personificar las estaciones del año y la tierra. 
Por ejemplo:
"... I knew you were a vision
The loveliest ever seen
But I also knew that you were Real
And of my heart, the Queen."
Se puede traducir como:
...sabía que eras una visión
La más amada alguna vez vista
Pero también sabía que eras Real
Y para mi corazón, la Reina.
(27/10/1943)
I am waiting for my Lady
For, down the pathway shadey
I think I hear her footfall light
My heart beats wildly with delight
...
I cannot wait — the minutes drag
Just when I'm in despair
Dear Heaven! She is coming! And now She's here! She's here!
Traducido:
Estoy esperando a mi Señora
Para, abajo del camino umbrío
Pienso que escucho la pisada de su luz
Mi corazón late salvajemente con gusto
...
No puedo esperar - el arrastre de los minutos
Justo cuando estoy en la desesperación
¡Querido Cielo! ¡Ella viene! ¡Y ahora está aquí! ¡Ella está aquí!
(30/07/1942)
Of all the Ladies that I know
There's only one can please me so
That all her Looks and all her Ways
Make Music for me all my Days.
For Life, I love her, and adore
I only saw her once — not more
But once I saw her, as I say
But once she crossed my Path, my Way
For Ever. She will be my Queen
Where did I see her? — in a Dream.
Traducido:
De todas las Damas que conozco
Sólo hay una que puede complacerme
Que todas sus Miradas y todas sus maneras
Me hagan Música todos mis Días.
De por vida, la amo, y adoro
La vi solamente una vez - no más
Pero una vez la vi, como digo
Pero una vez ella cruzó mi Senda, mi Vía
Para siempre. Será mi Reina
¿Dónde la vi? - en un Sueño.
(21/06/1943)
Los diarios también contienen frecuentes referencias a hadas y a la luna llena, trozos de tradición herbal, y ocasionalmente vívidas descripciones de dioses clásicos tales como Aurora. Otros ejemplos parecen más ambiguos, y pueden igualmente expresar sentimientos paganos y cristianos, o simplemente metáfora poética:
...There stand the glittering Christmas Trees
The Fires flame and glow
Soft fingers tapping on the pane
Are fairies, made of snow
The Bells ring out, The Carols mount
All the old songs are dear
The First Most Sacred Festival
The best of all the year
Su traducción debe ser:
...Allá están parados los resplandecientes árboles de Navidad
Los fuegos lanzan llamaradas y brillan
Dedos suaves golpeando en el cristal
Son hadas, hechas de nieve
Las Campanas resuenan, los villancicos montan
Todas las viejas canciones son queridas
El Primer Festival más Sagrado
El mejor de todo el año
(Yule-1942)
En los diarios de Dorothy, aparecen frecuentemente referencias al manuscrito de una bruja inglesa llamada Sarah Stewart Watson, llamado por Gerald Gardner como el libro de los símbolos. Este antiguo manuscrito fue heredado por el Coven de la Wicca gardneriana, después de ser ampliamente estudiado por la sacerdotisa Patricia Crowther.